# ادانیس (ویرجینیای غربی)
ادانیس، غرب ویرجینیا (به انگلیسی: Adonis, West Virginia) یک منطقهٔ مسکونی در ایالات متحده آمریکا است که در ویرجینیای غربی واقع شده‌است.

## خصوصیات
ادانیس ۲۱۰٫۹۲ متر بالاتر از سطح دریا واقع شده‌است.